# Corrado Paoloni
Corrado Paoloni (Avezzano, 18 luglio 1948) è un medico e politico italiano.
Fu eletto alla Camera con i Progressisti in occasione delle politiche del 1994, nel collegio di Avezzano; ricandidato dall'Ulivo alle politiche del 1996, fu sconfitto da Vincenzo Angeloni, sostenuto dal Polo per le Libertà.